# Букери
Букѐри (на италиански: Buccheri) е малък град и община в южна Италия, провинция Сиракуза, автономен регион Сицилия. Разположена е на 820 m надморска височина. Населението на общината е 2165 души (към 2009 г.).